# Исторически музей (Крумовград)
Историческият музей в Крумовград е основан през 1971 г. като музейна сбирка.
Експозицията съдържа над 2000 експоната, свързани с археологията, историята и етнографията на района.
Музеят се помещава в сграда, построена през 1901 г. в късновъзрожденски стил. Тя първоначално служи за военен клуб, а през 1912 – 1913 г. – за кметство. През 1971 г. е реставрирана и адаптирана за музей. 